# Аргиштихинили
Аргиштихинили́ (урарт. URUar-gi-iš-ti-ḫi-ni-li, арм. Արգիշտիխինիլի) — древний город государства Урарту, основанный при экспансии урартов в Закавказье при царе Аргишти I и названный в его честь. Существовал в VIII—VI веках до н. э. Развалины центральной крепости Аргиштихинили расположены в 15 км к юго-западу от города Армавир, между сёлами Нор-Армавир и Армавир в одноимённой области (марзе) современной Армении. Город был основан на левом берегу Аракса, в его среднем течении. С тех времён русло реки сместилось на юг и находится в нескольких километрах от Аргиштихинили.

## История изучения
История изучения Аргиштихинили тесно связана с изучением древнего Армавира — одной из столиц Армении. Мовсес Хоренаци приводит легенду об основании древнего Армавира Арамаисом, внуком Айка, родоначальника армян (см. также Армянские правители и цари). Древний Армавир, как подтвердили проведенные в XX веке археологические раскопки, располагался на месте Аргиштихинили приблизительно с IV века до н. э. Ещё в 30-е годы XIX века француз Фредерик Дюбуа де Монпере, путешествуя по Армении, высказал предположение, что холм вблизи селения Нор-Армавир являлся крепостью древнего Армавира. Интерес к этим местам возрос с находкой в 1869 году клинописных табличек, которые, как оказалось впоследствии, относились ко времени Аргишти I и Русы III. В 1880 году на армавирском холме были проведены первые археологические раскопки, которые провели российские учёные в связи с подготовкой V археологического съезда в Тифлисе. В 1896 году известный российский востоковед М. В. Никольский впервые высказал предположение, что под слоем древнего Армавира находится более древний урартский город, что получило подтверждение во время последующих археологических раскопок. В связи с Первой мировой войной и Геноцидом армян систематические археологические раскопки начались только в 1927 году под руководством академика Н. Я. Марра. С 1944 по 1970 год отдельные вопросы изучения Аргиштихинили исследовали Б. Б. Пиотровский, Г. А. Меликишвили и И. М. Дьяконов. Большой вклад в изучение Урарту в целом и Аргиштихинили в частности внесли переводы урартских текстов, сделанные этими учёными. С 1962 по 1971 годы на месте армавирского холма одновременно работали 2 экспедиции Института археологии Армянской ССР. Первая, под руководством А. А. Мартиросяна, изучала остатки Аргиштихинили, вторая — остатки древнего Армавира.

## История основания
Согласно урартским летописям, город Аргиштихинили был основан в 776 году до н. э., по личному приказу урартского царя Аргишти I, на 11 году его правления. Основанию города предшествовала многолетняя урартская экспансия в Закавказье, в частности, направленная на установление контроля над плодородной Араратской долиной. С 786 года до н. э., своего первого года правления, Аргишти I предпринял ряд походов в Араратскую долину, в долину реки Ахурян и к озеру Севан, направленных на прочное овладение Араратской долиной. В 782 году Аргишти I основывает крепость Эребуни, на месте современного Еревана, как опорный пункт для последующих военных операций.
Затем экспансия в Араратскую долину ненадолго прерывается на мелкие столкновения с Ассирией на противоположном конце Урарту у его юго-западных границ. Во время правления Аргишти I государство Урарту находилось в зените своего могущества и легко побеждало армии своих соседей, в том числе и Ассирийскую. Через 4 года военные действия вернулись в Закавказье, и к 776 году урарты полностью контролировали Араратскую долину, что дало возможность основать город Аргиштихинили в центре долины, причём, главным образом, не в военных, а в хозяйственных целях. По мнению учёных, Аргиштихинили изначально планировался не как военный, а как административный центр, так как в военном отношении его месторасположение было уязвимо.
Согласно летописи Аргишти I, Аргиштихинили был построен на месте страны Азы (Azani), и, действительно, археологические раскопки подтвердили наличие под урартскими слоями слои энеолитических поселений III—I тысячелетий до н. э. Не сохранилось данных о военных действиях урартов против страны Азы, возможно, что после успешных военных кампаний предыдущих лет против укреплений вокруг Араратской долины, местное население её покинуло в преддверии урартского нашествия
В настоящее время большинство исследователей на основании ряда ассирийских надписей /особенно: Салманасар III и др./ пришли к такому выводу, что население Араратской долины не было подчинено Урартскому государству в результате его экспансии, а было с самого начала основным компонентом этого государственного устройства. То есть Аргишти I восстановливая древний город Арамали /Армавир/ разрушенный Салманасаром III-им во время правления Араму(е) Урартского, просто по его соседству из оборонительных соображений основал резиденция замок-крепость: Аргиштихинили.

Урартские надписи об основании Аргиштихинили
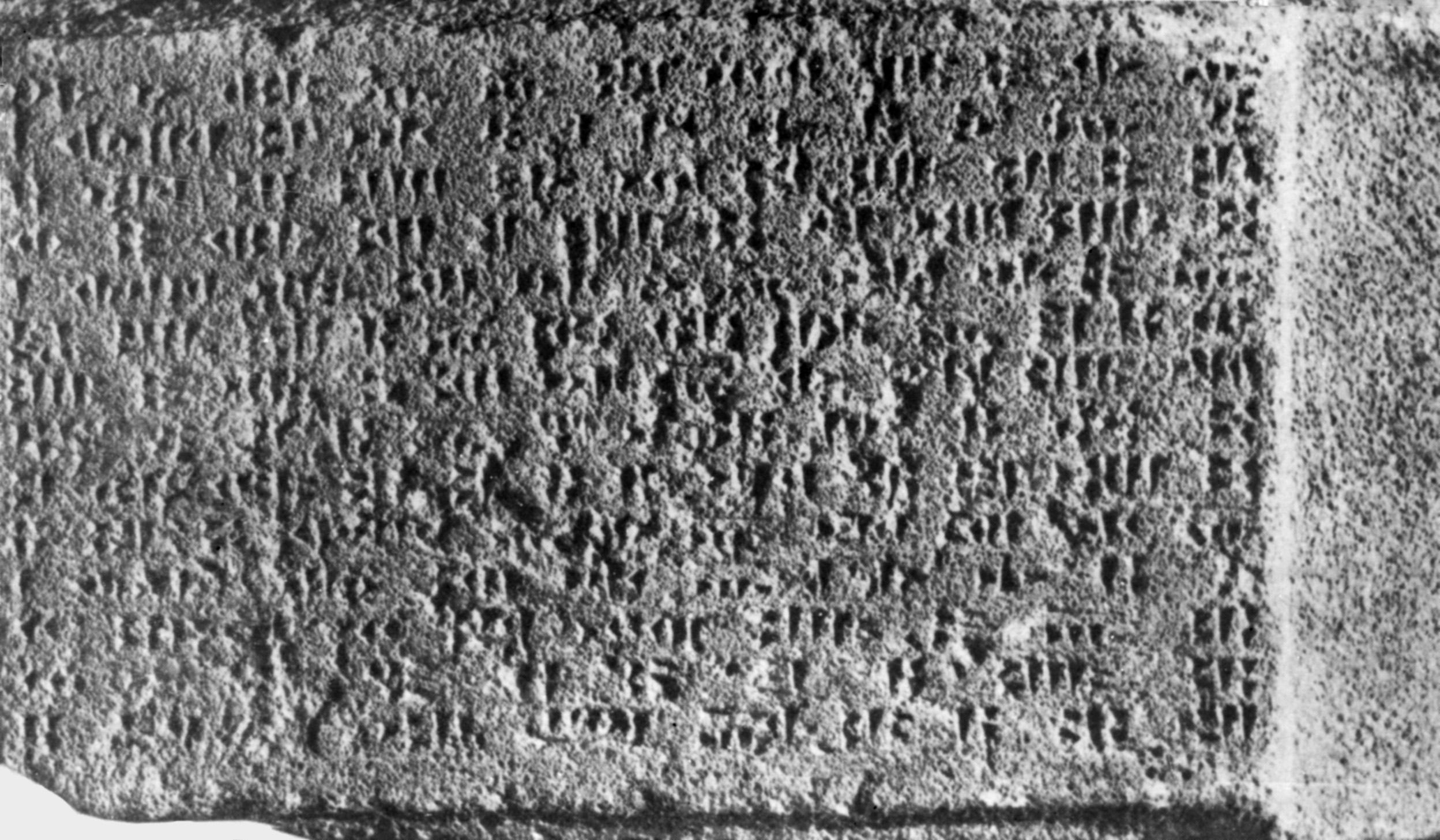
Перевод надписи: Аргишти, сын Менуа, говорит: Величественную крепость я построил, установил для неё имя — Аргиштихинили. Земля была пустынной; ничего там не было построено; я от реки четыре канала провёл, виноградник и фруктовый сад разбил, подвиги я там совершил… Аргишти, сын Менуа, царь могущественный, царь великий, царь страны Биаинили, правитель Тушпа-города[6].
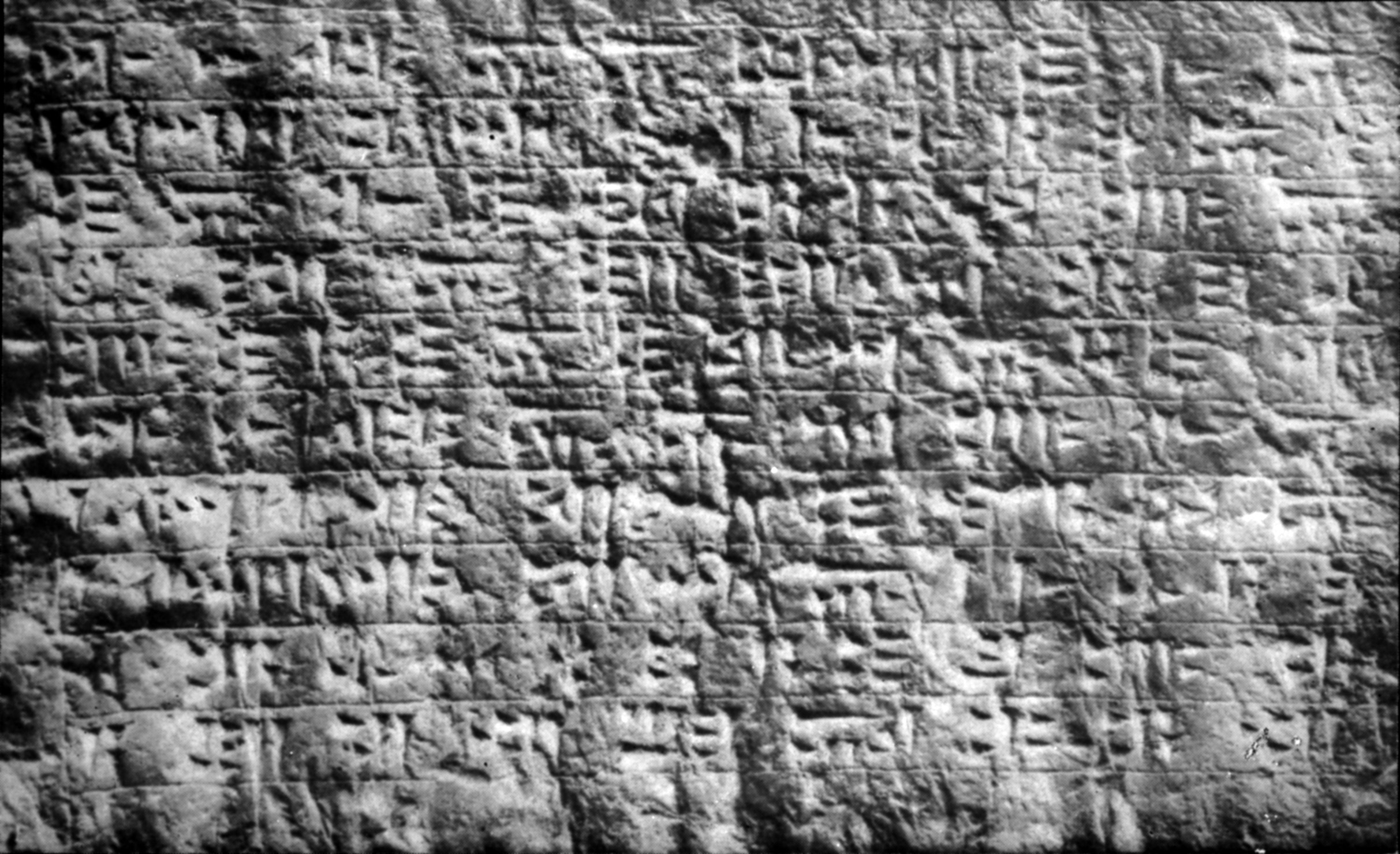
Перевод надписи: Величием бога Халди Аргишти, сын Менуа, этот канал провёл. Земля была необитаемой, никто там не находился. По велению бога Халди Аргишти этот канал провёл. Аргишти, сын Менуа, царь могущественный, царь страны Биаинили, правитель Тушпа-города[6].

## Устройство Аргиштихинили
Город Аргиштихинили занимал вытянутый прямоугольник с приблизительными размерами 5 × 2 км и располагался между западной окраиной села Нор-Армавир и центральной частью села Армавир. В западной и в восточной частях прямоугольника находились мощные крепости-цитадели, сооруженные из камня. Вдоль длинных сторон прямоугольника располагались оросительные каналы, сооруженные Аргишти I. Городские постройки располагались также на нескольких удаленных холмах по территории хозяйственной зоны Аргиштихинили и занимали общую площадь около 1000 гектаров, общая длина оросительных каналов в окрестностях города составляла не менее 40 километров. Аргиштихинили, вероятно, являлся самым крупным урартским городом на территории Армении. Сеть оросительных каналов была сооружена одновременно по единому плану, часть каналов Аргишти I до сих пор используются по назначению. Сооружение каналов потребовало выемки около 160 тысяч кубометров земли, а сооружение крепостей — обтёсывания более 40 тысяч кубометров базальта, поэтому учёные полагают, что при сооружении каналов и крепостей, вероятно, использовался труд многочисленных военнопленных.
1. Западная крепость (на холме близ села Нор-Армавир)
2. Восточная крепость (на холме в селе Армавир)
3. Внутренний город
4. Внешний город
5.  Приблизительная граница сельскохозяйственных угодий Аргиштихинили.
6. Система оросительных каналов.
7. Граница древнего Армавира, построенного на развалинах Аргиштихинили, через 200 лет после его разрушения.
Основное значение города, по-видимому, было хозяйственно-административное. Аргиштихинили контролировал экономику Араратской долины, координировал работу оросительных каналов и, вероятно, регулировал распределение товаров. При сыне Аргишти I, Сардури II, в Аргиштихинили также активно велось строительство, были построены культовые сооружения и значительно расширены обе крепости. Крепости включали в себя также очень крупные кладовые для хранения вина и зернохранилища. Внутри крепостей также находились жилища государственных служащих и военных.

### Укрепления
В отличие от многих других урартских городов Аргиштихинили не располагался на естественной скале, в связи с чем его военное значение было небольшим. Невысокий пологий холм, который был выбран для устройства Аргиштихинили не позволял возвести такие мощные оборонительные укрепления, какими были оборудованы Тушпа, Русахинили, Эребуни, Тейшебаини и другие урартские города. Тем не менее, для защиты от неорганизованного врага вокруг холма были возведены крепостные стены классического урартского образца: стены были выложены из сырцового кирпича на фундаменте из крупных базальтовых блоков, линия фасада разбивалась контрфорсами, а на углах крепости находились массивные башни.
|  |  |  |  |  |

### Сельское хозяйство
На плодородных землях Араратской долины возделывалась пшеница и другие злаки, росли виноградники, было распространено виноделие. По расчётам учёных запасы зерна, хранимые в амбарах Аргиштихинили, составляли не менее 5000 тонн, площади хозяйств занятые под государственные посевы зерновых составляли около 5000 гектаров. Общий объём вина, сохраняемый в кладовых города, составлял около 160000 литров, поэтому вероятно под виноградники было занято около 1250 гектаров. Кроме этого, многие горожане имели собственные наделы земли. Сохранились также следы содержания домашней птицы и свиней.

### Ремёсла
Для сельскохозяйственных нужд в Аргиштихинили изготавливалось множество каменных и гончарных изделий. Из камней были сложены печи общего и специального назначения, из камней изготавливались различные зернотёрки. Керамические сосуды использовались для хранения различных продуктов, муки, а также, главным образом, вина, которое регулярно продавалось в соседние страны. Для хранения вина часто использовались огромные горшки, частично вкопанные в землю.
Широко было развито кузнечное дело, помимо многочисленных изделий из железа и бронзы (сельскохозяйственные орудия, оружие, котелки, украшения и т. п.) археологи обнаружили каменные и керамические формы для изготовления этих изделий.
| |  |  |
| Вверху: каменные зернотёрки, предназначенные для перетирания зерна в муку. Слева ручного типа, справа — мельничного. Слева: один из многочисленных глиняных карасов, обнаруженных в винных кладовых Аргиштихинили. Карасы вкапывались в землю на 80% своей высоты, и вкопанная в землю часть сохранилась лучше, чем горлышко, остававшееся снаружи. В таких карасах в Аргиштихинили хранилось свыше 160 тысяч литров вина. |  |  |

## Аргиштихинили в период упадка Урарту
Поражение Сардури II в битве против ассирийцев положило начало упадку государства Урарту. Следующий царь Урарту, Руса I, сын Сардури II, также не смог противостоять ассирийцам и после болезненного поражения от ассирийского царя Саргона II покончил жизнь самоубийством. Во время своего похода в 714 году до н. э. Саргон II нанёс серьёзный удар по религии Урарту, уничтожив храм главного урартского бога Халди в Мусасире. После этого поражения интенсивное строительство, проводившееся при былых правителях по всей территории Урарту, на время замирает, а в последующие годы ведется только в Закавказье. В Аргиштихинили сохранились строительные надписи Русы II, сына Аргишти II (годы правления 685—639 до н. э.) и Русы III, сына Эримены (годы правления ок. 605—595 до н. э.). Руса II, очевидно пытаясь восстановить былую силу культа бога Халди, построил в Аргиштихинили, Эребуни и Тейшебаини однотипные храмы, снабдив их одинаковыми надписями, где урартские боги усиливаются упоминанием вавилонского бога Мардука:

… в новом храме козлёнок пусть будет зарезан богу Халди, бык пусть будет принесён в жертву богу Халди, овца — богу Тейшеба, овца — богу Шивини, корова — богине Арубаини, овца — оружию бога Халди, овца — воротам бога Халди, овца богу Иуарша… … Пусть чему-нибудь из этих предметов не повредит, пусть теленка … не даст, пусть жертвенный бык не будет маленьким или незрелым. Всё это воистину я установил… Руса, сын Аргишти, говорит: Кто эту надпись уничтожит, кто её разобьёт, кто её скроет, кто другого заставит совершить эти дела, кто скажет: Я совершил это… Если кто-нибудь надпись с этого места унесёт, пусть уничтожат его боги Халди, Тейшеба, Шивини, Мардук; пусть не будет ни его имени, ни его семьи под солнцем….

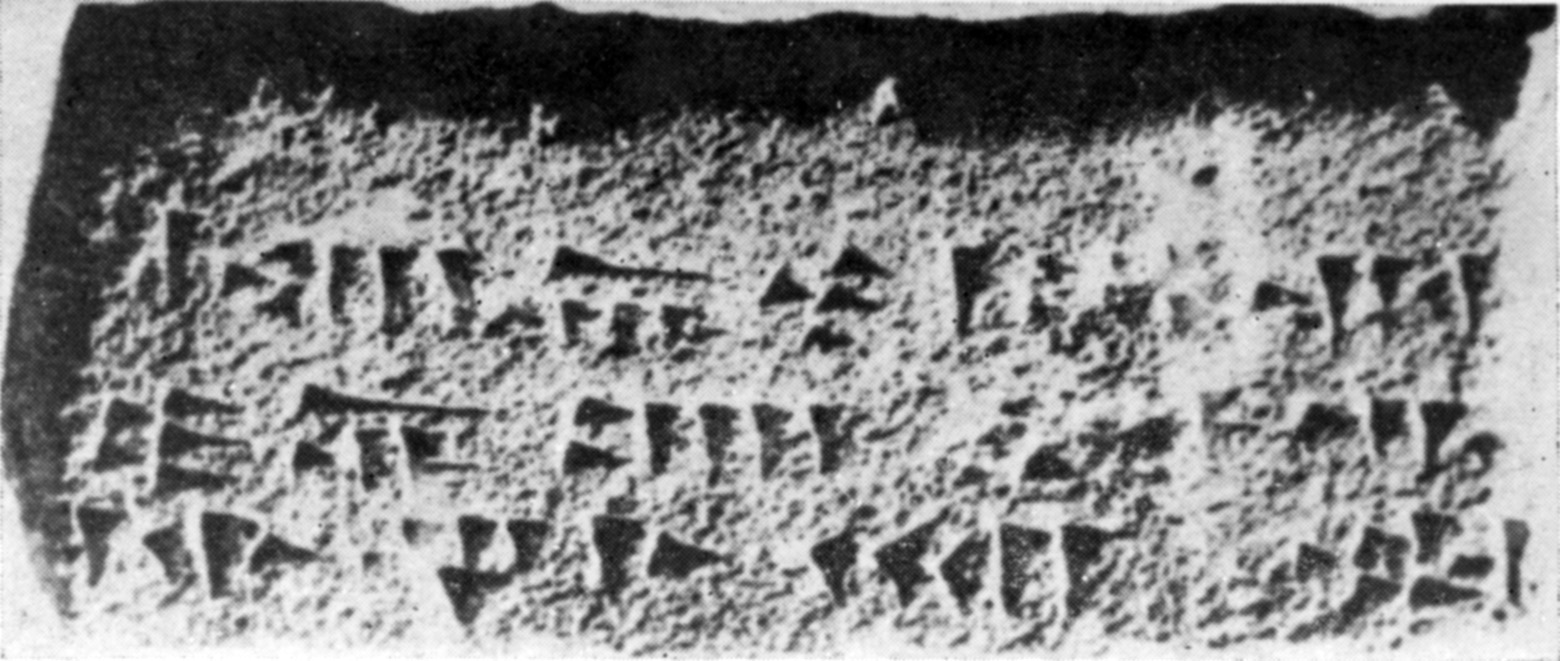
Обломок урартской клинописной надписи Русы III о постройке в Архиштихинили зернохранилища

Однако, деятельность Русы II не имела решающего значения, государство Урарту продолжало ослабевать. Новое зернохранилище, упомянутое в надписи Русы III, было, вероятно, последней крупной постройкой в Аргиштихинили. Вскоре жители и воины из тактических соображений без боя оставили крепость Эребуни — главное военное сооружение в Араратской долине, переведя основные силы в крепость Тейшебаини, что поставило Аргиштихинили под угрозу. И, действительно, через короткое время, около 600 года до н. э., Аргиштихинили был захвачен и сожжён. Археологи обнаружили многочисленные свидетельства использования штурмовых орудий, крупного пожара и гибели жителей города. Аргиштихинили был, вероятно, разрушен скифами или мидийцами, и, таким образом, просуществовал менее 200 лет.

## Современное состояние
После окончания раскопок, проведенных под руководством А. А. Мартиросяна в семидесятые годы, Аргиштихинили в основном был законсервирован, сделанные археологами раскопы были засыпаны землёй. Однако, часть фундаментов жилых помещений и крепостных стен были укреплены и расчищены на поверхности. На холме был установлен памятный знак и выложена примерная схема Аргиштихинили в период расцвета. Основная масса предметов материальной культуры, обнаруженных при раскопках Аргиштихинили, переданы расположенному недалеко Этнографическому музею Армении «Сардарапат».
|  |                                                                              |  |
|  | Слева памятный камень Аргишти I. Вверху план Аргиштихинили периода расцвета. |  |